# Villa Wendlandt
Villa Wendlandt era una sontuosa villa situata a Bolzano nell'attuale Viale Principe Eugenio (Prinz-Eugen-Allee).

## Storia
Apparteneva alla Signora Wilhelmine Ottilie Wendtlandt di Amburgo che aveva fatto progettare all'architetto Gottfried von Neureuther di Monaco di Baviera. La villa è stata costruita nel 1872 in stile neorinascimentale, ed è stata successivamente demolita nel 1932 per ordine di Benito Mussolini ed è stata rimpiazzata dal Palazzo ducale (Herzogspalais), antica residenza del duca di Pistoia Filiberto Ludovico Massimiliano di Savoia, costruzione su progetto di Federico Forlati inaugurata nel 1934.

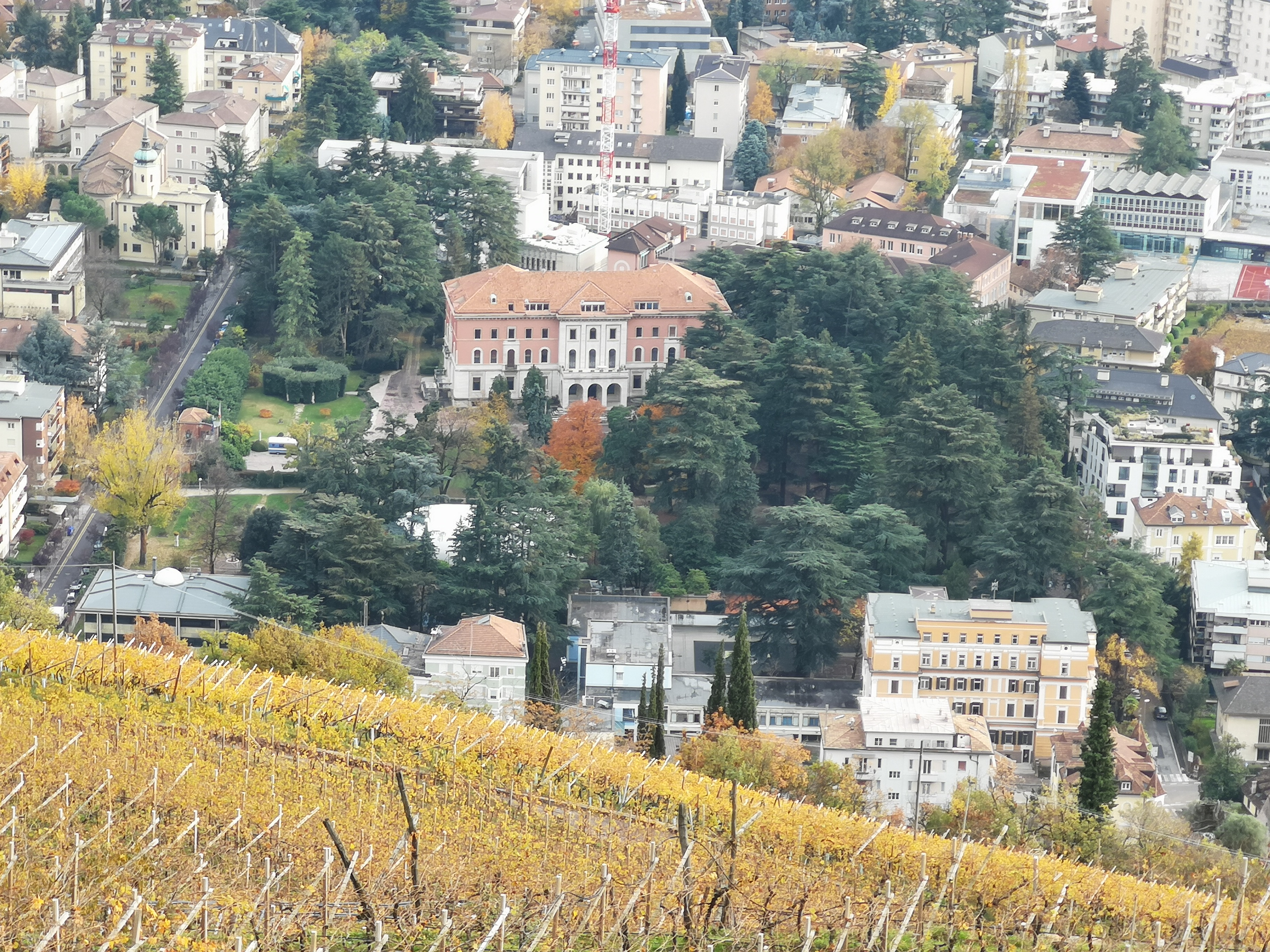
Il Palazzo ducale e il suo parco visti dall'alto